# Ninjas in Pyjamas
Ninjas in Pyjamas（ニンジャズ・イン・パジャマズ、略称：NIP）は、スウェーデン・ストックホルムに本拠を置くeスポーツ組織。

## 概要
2000年6月に『カウンターストライク』のチームとして創設された。2001年のサイバーアスリート・プロフェッショナル・リーグ（CPL）世界選手権で優勝するなど実績を残したが、スポンサー獲得に苦戦し、所属選手がSK Gamingと契約するなどして2002年6月にチームが解散した。解散後は、SK swedenとして大会に参加。2003年の賞金総額が17万ドルを超え、その年のCPLを全て優勝するなど好調が続いた。
その後SK Gamingへの不満を感じ、元所属選手らが2005年にNIPを再結成。2007年、主力メンバーがSK Gamingへ移籍し再び解散。2012年に『カウンターストライク グローバルオフェンシブ』のチームとして再結成された。『カウンターストライク グローバルオフェンシブ』のオフライン大会では、87回連続マップ取得を記録した。
2021年8月にLeague of Legends Pro League（LPL）に出場しているVictory Fiveを運営するESV5 E-Sport Groupとの合併に合意し、2023年に合併完了。NIP Group Inc.を設立し、Victory Fiveの選手を引き継ぎ、Ninjas in PyjamasとしてLPLに参入した。

## 沿革

### 2000年
- 6月、『カウンターストライク』のチームとして設立[2][3]。

### 2002年
- 6月14日、在籍選手が不在となり、チームが解散[4]。

### 2005年
- 1月1日、元所属選手らによって再結成[8]。
- 10月31日、『ウォークラフト』部門を設立[17]。

### 2006年
- 9月4日、『ウォークラフト』部門がOne Gamingに買収され解散[18]。

### 2007年
- 9月28日、在籍選手が不在となり、チームが再解散[9]。

### 2012年
- 8月10日、『カウンターストライク グローバルオフェンシブ』のチームとして再結成[10]。

### 2015年
- 1月1日、LAJONSの『Dota 2』部門を買収し、部門設立[19]。
- 11月14日、主要トーナメントの出場権を逃したことを理由に『Dota 2』部門が解散[20]。

### 2016年
- 8月2日、『オーバーウォッチ』部門を設立[21]。

### 2017年
- 1月25日、『Dota 2』部門を再設立[22]。
- 6月21日、『オーバーウォッチ』部門が解散[23]。
- 10月10日、『PUBG: BATTLEGROUNDS』部門を設立[24]。

### 2018年
- 6月11日、Black Dragons e-Sportsの元選手らを獲得し、『レインボーシックス シージ』部門を設立[25]。
- 7月26日、『フォートナイト』部門を設立[26]。

### 2020年
- 1月25日、『PUBG: BATTLEGROUNDS』部門が解散[27]。
- 2月19日、『FIFA』部門を設立[28]。
- 4月8日、『VALORANT』部門を設立[29]。
- 11月30日、『Dota 2』部門が再解散[30]。

### 2021年
- 8月10日、ESV5 E-Sport Groupとの合併に合意し、新会社のNASDAQ上場計画を発表[13][14]。

### 2023年
- 1月10日、ESV5 E-Sport Groupとの合併が完了し、NIP Group Inc.を設立。LPLに参入し、『リーグ・オブ・レジェンド』部門を設立[15][16]。
- 1月25日、『ロケットリーグ』部門を設立[31]。

### 2024年
- 1月23日、『VALORANT』部門が解散[32]。
- 4月23日、『ストリートファイター』と『鉄拳』の選手が加入し、格闘ゲーム部門を設立[33]。
- 6月12日、Team Flash（英語版）の『モバイル・レジェンド: Bang Bang』部門とパートナーシップを締結し、NIP FlashとしてMPLに参入。『エーペックスレジェンズ』部門を設立[34]。
- 7月26日、NIP Group Inc.がNASDAQに上場[35][36]。
- 8月9日、『ロケットリーグ』部門が活動休止[37]。

## 現在活動している部門

### エーペックスレジェンズ

#### 所属選手
| プレイヤー名                             | 役割       | 加入日        | 備考 |
| ---------------------------------------- | ---------- | ------------- | ---- |
| Gnaske（キャスパー・プレステンスガード） | プレイヤー | 2024年6月12日 |      |
| Amphy（ミラン・ガリブ）                  | プレイヤー | 2024年6月12日 |      |
| Zaine（ザイン・カジ）                    | プレイヤー | 2024年6月12日 |      |
|                                          |            |               |      |

### カウンターストライク

#### 所属選手
| プレイヤー名                         | 役割       | 加入日        | 備考 |
| ------------------------------------ | ---------- | ------------- | ---- |
| REZ（フレドリック・スターナー）      | プレイヤー | 2017年6月12日 |      |
| maxster（マックス・ヤンソン）        | プレイヤー | 2024年3月24日 |      |
| r1nkle（アルテム・モロズ）           | プレイヤー | 2024年4月2日  |      |
| isak（イサク・ファレン）             | プレイヤー | 2024年5月8日  |      |
| MisteM（ガレス・リース）             | プレイヤー | 2024年9月11日 |      |
|                                      |            |               |      |
| Xizt（リチャード・ランドストローム） | コーチ     | 2024年3月8日  |      |

### EA Sports FC

#### 所属選手
| プレイヤー名                 | 役割       | 加入日        | 備考 |
| ---------------------------- | ---------- | ------------- | ---- |
| Ollelito（オーレ・アルビン） | プレイヤー | 2020年2月20日 |      |

### フォートナイト

#### 所属選手
| プレイヤー名                        | 役割       | 加入日        | 備考 |
| ----------------------------------- | ---------- | ------------- | ---- |
| Refsgaard（オスカー・レフスガード） | プレイヤー | 2023年3月29日 |      |
| Axeforce                            | プレイヤー | 2024年5月31日 |      |
| Pixie                               | プレイヤー | 2024年5月31日 |      |
| QB                                  | プレイヤー | 2024年5月31日 |      |

### リーグ・オブ・レジェンド

#### 所属選手
| プレイヤー名        | 役割       | 加入日         | 備考 |
| ------------------- | ---------- | -------------- | ---- |
| shanji（鄧子健）    | トップ     | 2023年12月14日 |      |
| AKi（毛安）         | ジャングル | 2023年12月14日 |      |
| Leyan（卢崛）       | ジャングル | 2024年7月22日  |      |
| Rookie（宋義真）    | ミッド     | 2023年12月14日 |      |
| Photic（応祺燊）    | ボット     | 2023年1月6日   |      |
| Zhuo（王旭卓）      | サポート   | 2023年1月6日   |      |
| Zero（尹慶燮）      | サポート   | 2023年12月14日 |      |
|                     |            |                |      |
| Maizijian（曾信益） | コーチ     | 2023年5月25日  |      |

### レインボーシックス シージ

#### 所属選手
| プレイヤー名                                                     | 役割       | 加入日         | 備考 |
| ---------------------------------------------------------------- | ---------- | -------------- | ---- |
| Psycho（グスタボ・リガル）                                       | プレイヤー | 2018年6月11日  |      |
| pino（ガブリエル・フェルナンデス）                               | プレイヤー | 2019年10月12日 |      |
| kondz（ラウル・ロマオ・バロス）                                  | プレイヤー | 2022年12月9日  |      |
| Fntzy（ディオゴ・リマ）                                          | プレイヤー | 2024年6月19日  |      |
| Hatez（ガブリエル・コブシェフスキー）                            | プレイヤー | 2024年6月19日  |      |
|                                                                  |            |                |      |
| TchubZ（アルトゥール・フェルナンデス・マルティンス・フィゲイラ） | コーチ     | 2022年12月9日  |      |

### 格闘ゲーム

#### 所属選手
| プレイヤー名                   | タイトル   | 加入日        | 備考 |
| ------------------------------ | ---------- | ------------- | ---- |
| Phenom（アルマン・ハンジャニ） | プレイヤー | 2024年4月23日 |      |
| Veggey（ヴェガード・ブッゲ）   | プレイヤー | 2024年4月23日 |      |

## 受賞歴
| 開催年 | イベント        | カテゴリ                  | 結果       | 出典   |
| ------ | --------------- | ------------------------- | ---------- | ------ |
| 2014   | The Game Awards | 年間最優秀eスポーツチーム | 受賞       | [ 38 ] |
| 2021   | Esports Awards  | 年間最優秀eスポーツチーム | ノミネート | [ 39 ] |